# Kropfsalmler
Die Kropfsalmler (Triportheus) sind eine Gattung mittelgroßer Salmler, die weit verbreitet im nördlichen, tropischen Südamerika vorkommt.

## Merkmale
Kropfsalmler werden 11 bis 24,5 Zentimeter lang. Ihr Körper ist langgestreckt, seitlich stark abgeflacht und von großen, silbrig glänzenden Schuppe bedeckt. Das Brustprofil ist bogenförmig ausgebuchtet, Brust und Bauch sind gekielt. Die Brustflossen sind verlängert und kräftig entwickelt. Dadurch ähneln die Kropfsalmler etwas den Beilbauchsalmler (Gasteropelecidae), mit denen sie jedoch nicht näher verwandt sind. Die Augen sind groß, das Maul mittelgroß und mit jeweils zwei Zahnreihen besetzt. Am Unterkiefer tragen die Fische abspreizbare Hautlappen, die entfernt an Barteln erinnern. Sie dienen dem Atmen atmosphärischer Luft. Die Rückenflosse sitzt relativ weit hinten. Eine kurze Fettflosse ist vorhanden. Die mittleren Flossenstrahlen der gegabelten Schwanzflosse sind verlängert und farblich abgesetzt. Die Seitenlinie ist vollständig.

## Lebensweise
Kropfsalmler leben in den oberen und mittleren Wasserschichten und sind recht häufig. Ähnlich wie die Beilbauchsalmler sind sie gute Springer und unterstützen den Sprung durch das „schwirren“ der Brustflossen, erreichen aber weder die Sprunghöhe der Beilbauchsalmler noch deren Weite. Kropfsalmler ernähren sich hauptsächlich von Anflugnahrung (Insekten, Spinnen und anderen kleinen Tieren die auf die Wasseroberfläche fallen).

## Arten
- Gelbflossen-Kropfsalmler (Triportheus albus) Cope, 1872
- Punktierter Kropfsalmler oder Armbrustsalmler (Triportheus angulatus Spix & Agassiz, 1829)
- Triportheus auritus (Valenciennes, 1850)
- Triportheus brachipomus (Valenciennes, 1850)
- Triportheus culter (Cope, 1872)
- Triportheus curtus (Garman, 1890)
- Gestreckter Kropfsalmler (Triportheus elongatus Günther, 1864)
- Triportheus guentheri (Garman, 1890)
- Triportheus magdalenae (Steindachner, 1878)
- Triportheus nematurus (Kner, 1858)
- Triportheus orinocensis Malabarba, 2004
- Triportheus pantanensis Malabarba, 2004
- Silberner Kropfsalmler (Triportheus pictus Garman, 1890)
- Gerundeter Kropfsalmler (Triportheus rotundatus Jardine, 1841)
- Triportheus signatus (Garman, 1890)
- Triportheus trifurcatus (Castelnau, 1855)
- Triportheus venezuelensis Malabarba, 2004